# Johan Mathesius
Johan Mathesius, född 1709 i Pyhäjoki i Norra Österbotten, död 1765 på Themsen under insegling till London, var en svensk tjänsteman och politiker.
Mathesius anställdes 1734 som translator till finska språket i Kanslikollegium och översatte i denna egenskap till finskan ett stort antal förordningar och påbud. I likhet med sin landsman Arckenholtz var han ivrig anhängare av Arvid Horn och skydde inte att efter dennes fall (1738) yttra sitt missnöje över hattpartiets åtgärder, särskilt över kriget mot Ryssland och truppsändningar till Finland. Kanske deltog han även mera direkt i mössornas stämplingar. Vid 1741 års riksdag ställdes han med anledning därav inför rätta vid den så kallade förräderikommissionen och underkastades jämte Arckenholtz två dygns tortyr i fängelserummet "Hvita hästen", dock utan att bekänna något som bragte andra på fall.
Kommissionen dömde honom (21 augusti samma år) till en månads fängelse på vatten och bröd, offentlig avbön samt förvisning ur riket, emedan han sällskapat med ryske ministerns sekreterare, i allmänna samkväm tadlat och illa uttytt de mått och författningar kungen med råds råde på riksens ständers tillstyrkan gjort och utfärdat samt på ett lastbart och av undersåtlig trohet förgätligt sätt sökt förorsaka misstroende och oenighet undersåtarna emellan. Då han inte kunde överbevisas om någon svårare förbrytelse, yrkade flera medlemmar av sekreta utskottet på domens mildring.
Majoriteten beslöt dock att han skulle hållas i förvar på fästning, "så länge nu varande konjunkturer påstå", varefter han skulle landsförvisas. Han benådades genom ständernas skrivelse 31 mars 1743 och släpptes ur fängelset. År 1745 blev han landssekreterare i Österbotten och var 1751 föreslagen till ett assessorsämbete i Åbo hovrätt, men förbigicks vid utnämningen. År 1752, då en försonligare anda var rådande, förklarades han emellertid av ständerna berättigad till befordran och fick 1760 assessors karaktär samt 1762 "till upprättelse" lagmans fullmakt och tur. December 1762–juli 1763 var Mathesius vice landshövding i Österbotten.